# Hotel "Palas" Niš
Hotel "Palas" Niš je jedan od prvih ugostiteljskih objekata na Trgu oslobođenja posle 1878. godine. Najpre je tu bila spratna gostionica, koju je podigao kafedžija Proka Živković, a poznata od 1888. godine kao Prokina kafana. 

## Istorijat i arhitektura
Po završetku Prvog svetskog rata, Prokin sin Aleksa izgradio je na istom mestu, ali nešto širi objekat: novi dvospratni ugostiteljski hotel "Palas". Bila je to zgrada sa 20 soba za noćenje i kupatilima na spratovima, a u prizemlju veliki kafanski prostor sa natkrivenim delom ispred ulaza koja je imala funkciju letnje bašte. Od središnjeg dela drugog sprata izdizao se izbačeni erkerni deo, koji se pružao nad mansardnim krovom i završavao se lepom i vitkom kupolom. 
Zgrada je građena u neorenesansnom stilu sa bogatom fasadnom plastikom. Kafanski prostor "Palasa" bio je poznat, posle 1930. godine po književnim večerima. Dugo se pamtilo veče pesnika Vojislava Ilića Mlađeg, koji je u leto 1932. godine čitao svoje nove pesme.
Posle Drugog svetskog rata, ovde je najpre bio restoran "Beograd", korišćen kao objekat društvene ishrane do 1952. godine. Te godine zgrada je stradala u požaru, tako da je kupola uklonjena, a umesto nje dograđen je sprat. Objekat je preupeđen u hotel "Beograd". Posle 1965. godine u sobama na spratu bio je smešten prvi studentski dom u Nišu, a od 1975. renoviran je u hotel "Union".